# リル・グリーン
リリアン・"リル"・グリーン（Lillian "Lil" Green, 1919年12月22日 - 1954年4月14日）は、アメリカ合衆国のブルース歌手、ソングライター。1940年代の代表的な女性リズム・アンド・ブルース歌手のひとりであり、普通の楽曲に力強さを盛り込む能力を持っており、また、自身も優れた曲を書いた。

## 経歴
本名がリリアン・グリーンであった彼女は、ミシシッピ州に生まれた。幼いころに両親を亡くし、イリノイ州シカゴへ移って、十代からレコードの吹き込みを始め、青年期のうちに生涯すべての録音を残した。
グリーンは、優れた間のとり方と、特徴的な揺れる声で知られていた。最初の録音は、彼女が18歳だったときに行なわれ、RCAレコード傘下のブルーバード・レコードから1枚35セントの廉価盤として発売された。1930年代には、彼女はビッグ・ビル・ブルーンジーと組んで、一緒にナイトクラブに出演していた。彼女の最もヒットした2曲のうちのひとつは、彼女の自作で、後にダイナ・ワシントンやニーナ・シモン（1961年）がカバーした「Romance in the Dark」（1940年）であるが、この曲にはビリー・ホリデイが録音した同名異曲がある。次いでヒットしたのは、カンザス・ジョー・マッコイ (Kansas Joe McCoy) が、短調のブルースとジャズの影響を受けて書いた「Why Don't You Do Right?」をカバーして、1941年にグリーンが吹き込んだレコードであったが、この曲は1942年にペギー・リーがカバーし、以降、数多くのカバーが出た。シカゴのナイトクラブで歌い続けながら、グリーンはタイニー・ブラッドショー (Tiny Bradshaw) や、その他の楽団とともに巡業にも出たが、黒人向けの劇場公演の興行の枠を超えて大きく売れるということはなかった
1951年には、アトランティック・レコードと契約したが、既に彼女は健康を損なっていた。グリーンは1954年に、肺炎のためシカゴにおいて34歳で死去し、インディアナ州ゲーリーのオーク・ヒル墓地 (Oak Hill Cemetery) に葬られた。